# Kandel
Kandel là một thị xã ở huyện Germersheim, trong bang Rheinland-Pfalz, phía tây nước Đức. Đô thị Kandel có diện tích km², dân số thời điểm ngày 31 tháng 12 năm 2006 là 8385 người. Kandel giáp với Pháp, cự ly khoảng 18 km về phía tây bắc Karlsruhe, và 15 km về phía đông nam của Landau.
Kandel là thủ phủ của Verbandsgemeinde ("đô thị tập thể") Kandel.

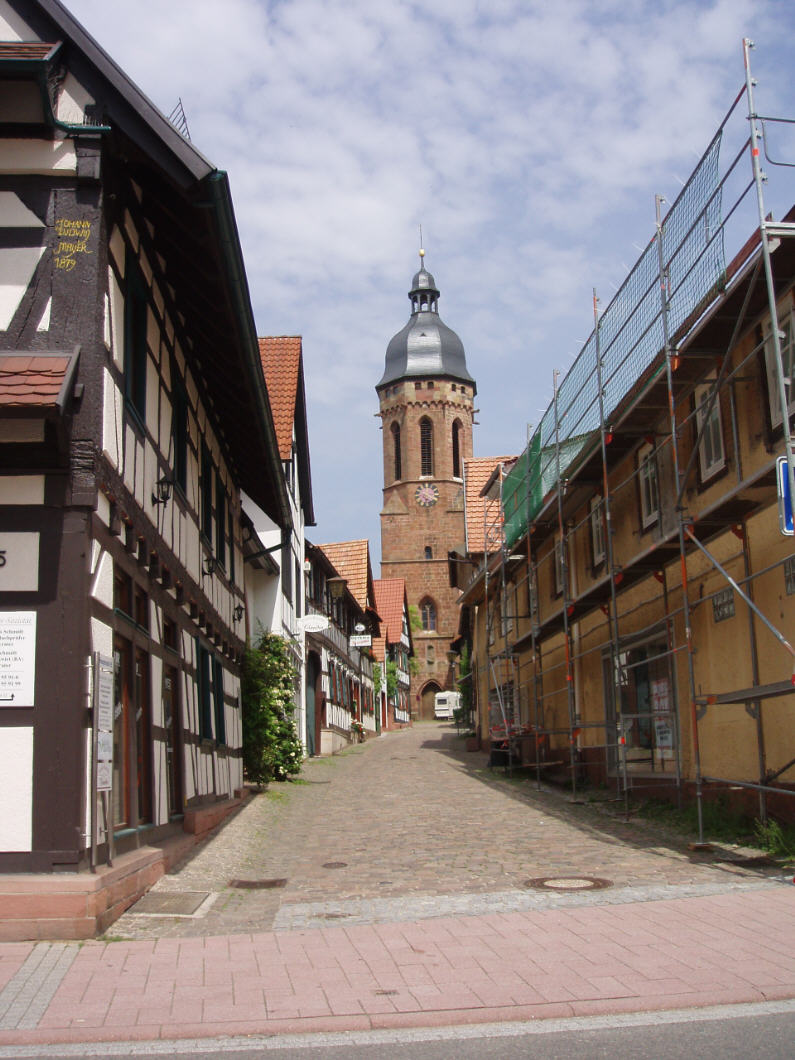
St Georg
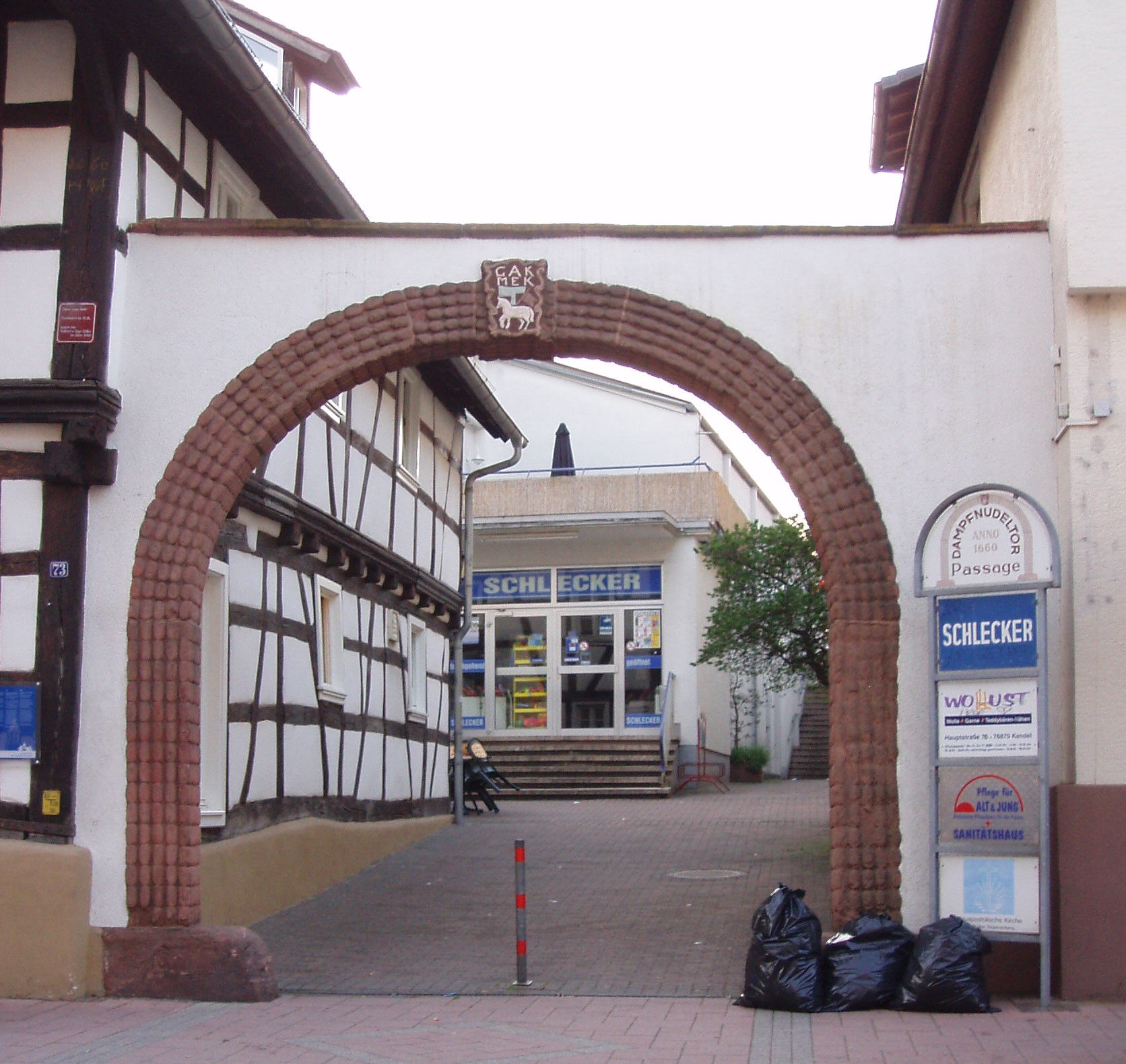
The Dampfnudeltor
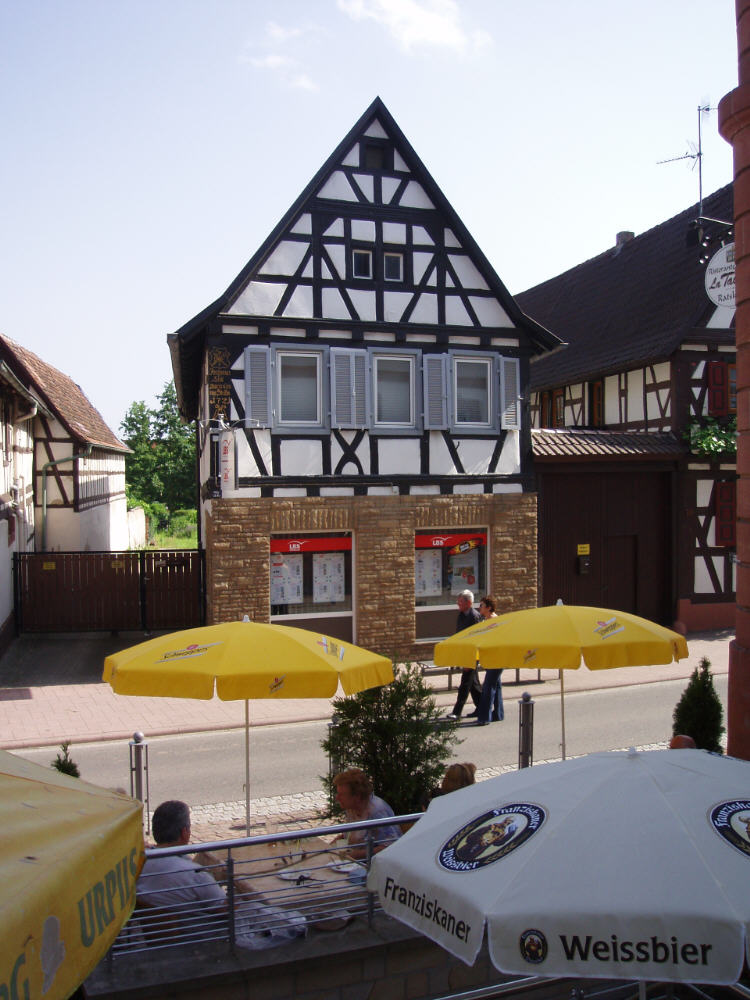
Nhà ở Kandel
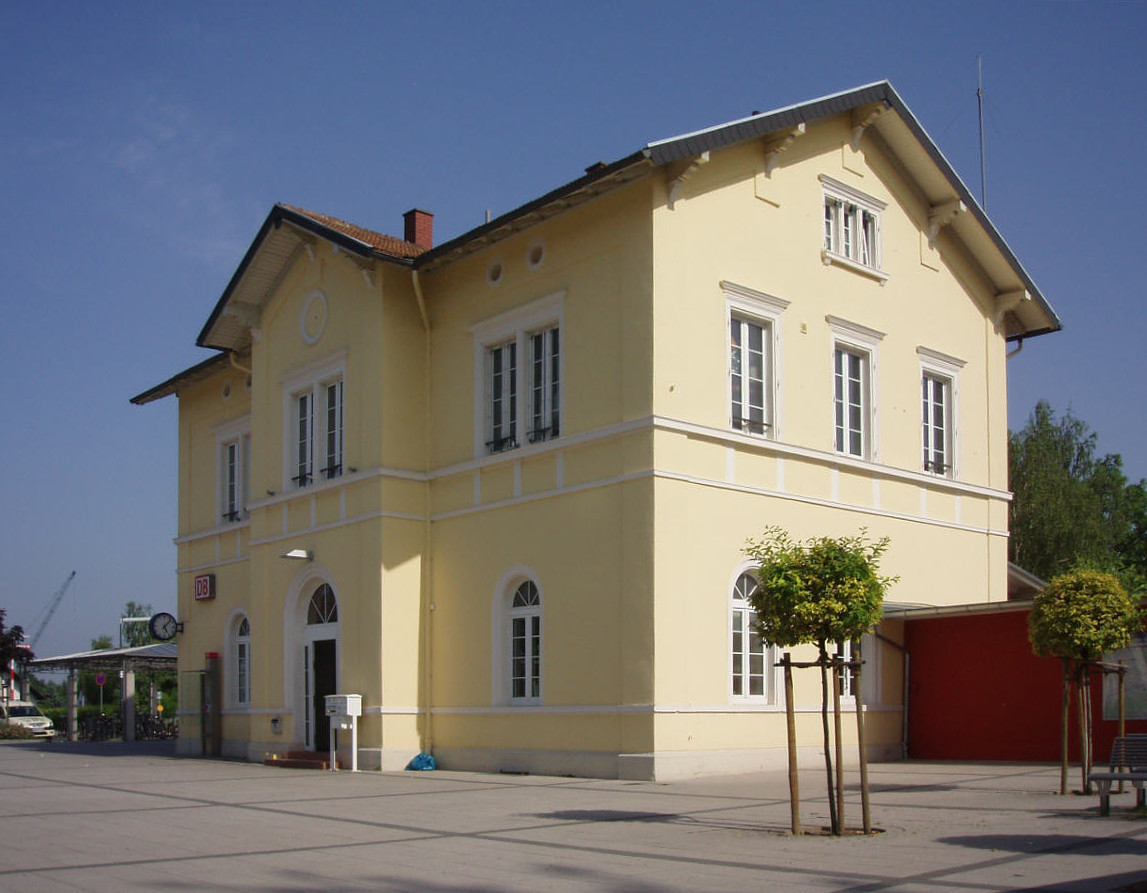
Nhà ga